# Sniper továbbfejlesztett célmegjelölő konténer

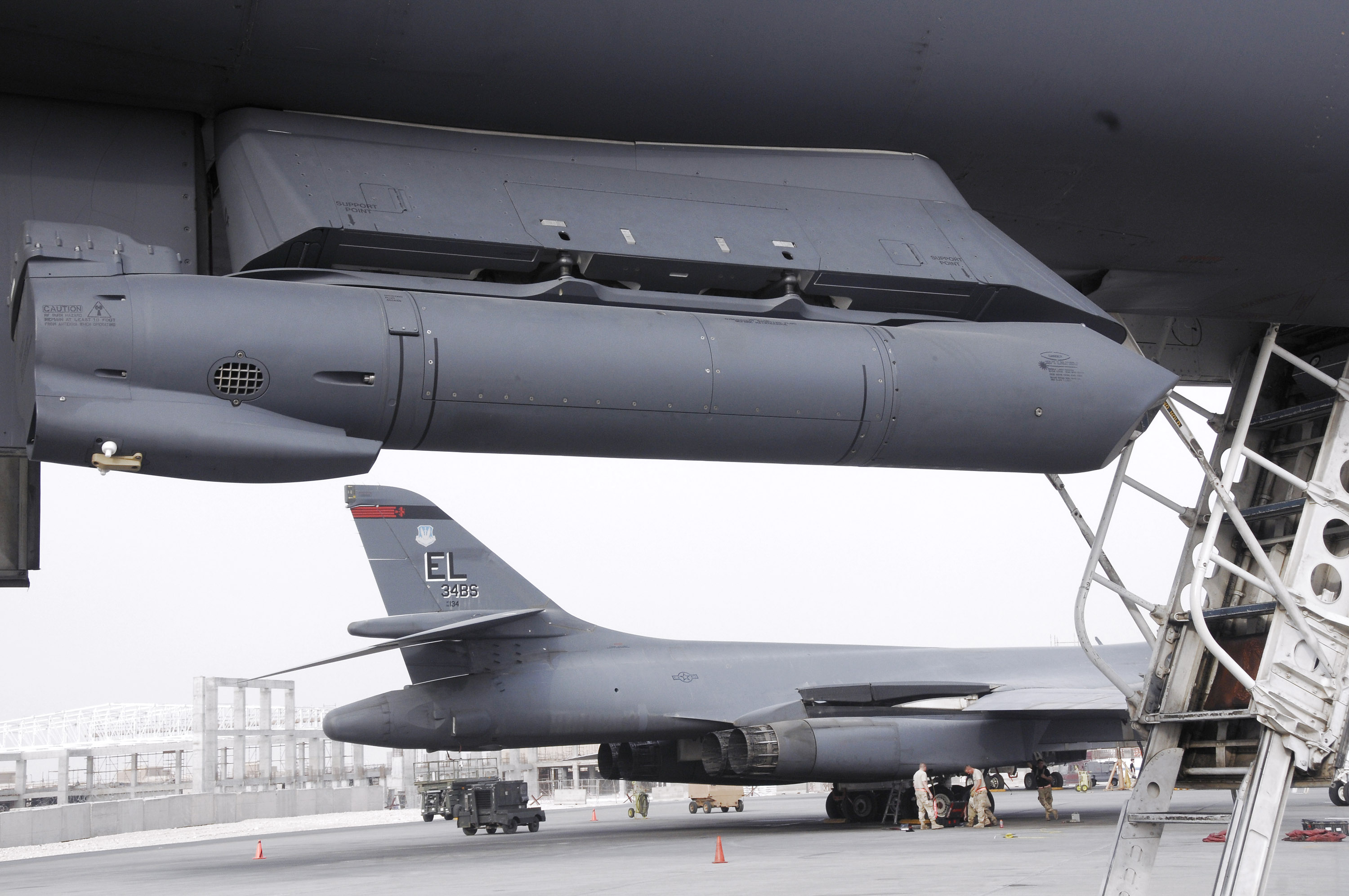
A Sniper továbbfejlesztett célmegjelölő konténer egy B–1B Lancer hasa alá függesztve

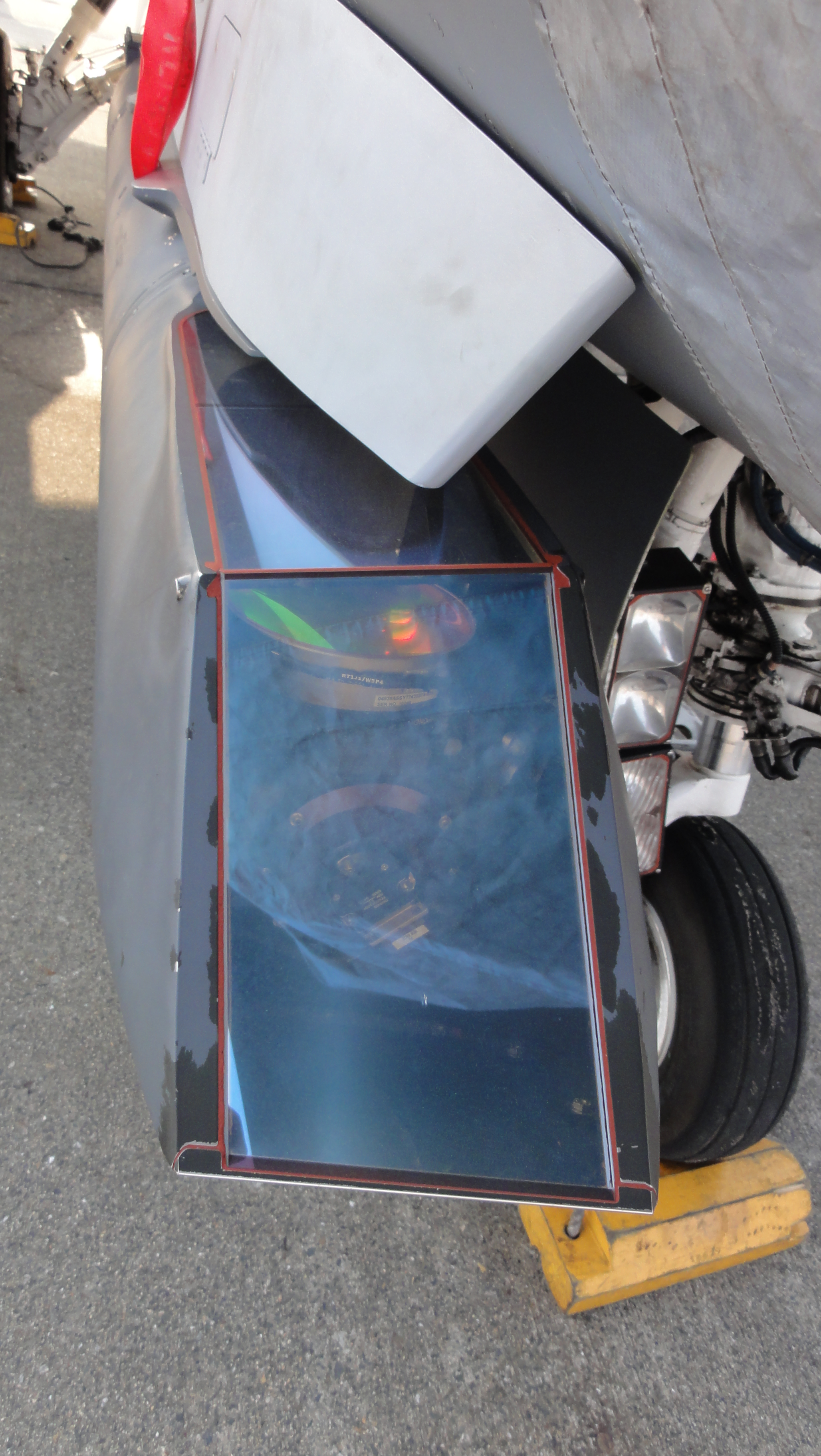
Sniper konténer

A Lockheed Martin Sniper egy katonai repülőgépre(en) szerelhető célmegjelölő konténer, mely  nagyobb távolságból biztosít pozitív célazonosítást, önálló célkövetést, GPS koordináták előállítását és precíz tűzvezetést.
A rendszert Sniper továbbfejlesztett célmegjelölő konténerként (Sniper Advanced Targeting Pod - ATP) AN/AAQ-33 jelzéssel állította hadrendbe az Egyesült Államok hadserege. További változatai a kiterjesztett hatótávolságú Sniper (Sniper Extended Range - XR), valamint a Sniper XR exportváltozata, a PANTERA. A Lockheed Martin F–35 Lightning II a Sniper XR-rel azonos fedélzeti érzékelőkkel készül. A legmodernebb változat a szenzoraiban továbbfejlesztett Sniper célmegjelölő konténer (Sniper Advanced Targeting Pod - Sensor Enhancement (ATP-SE)).

## Kialakítása

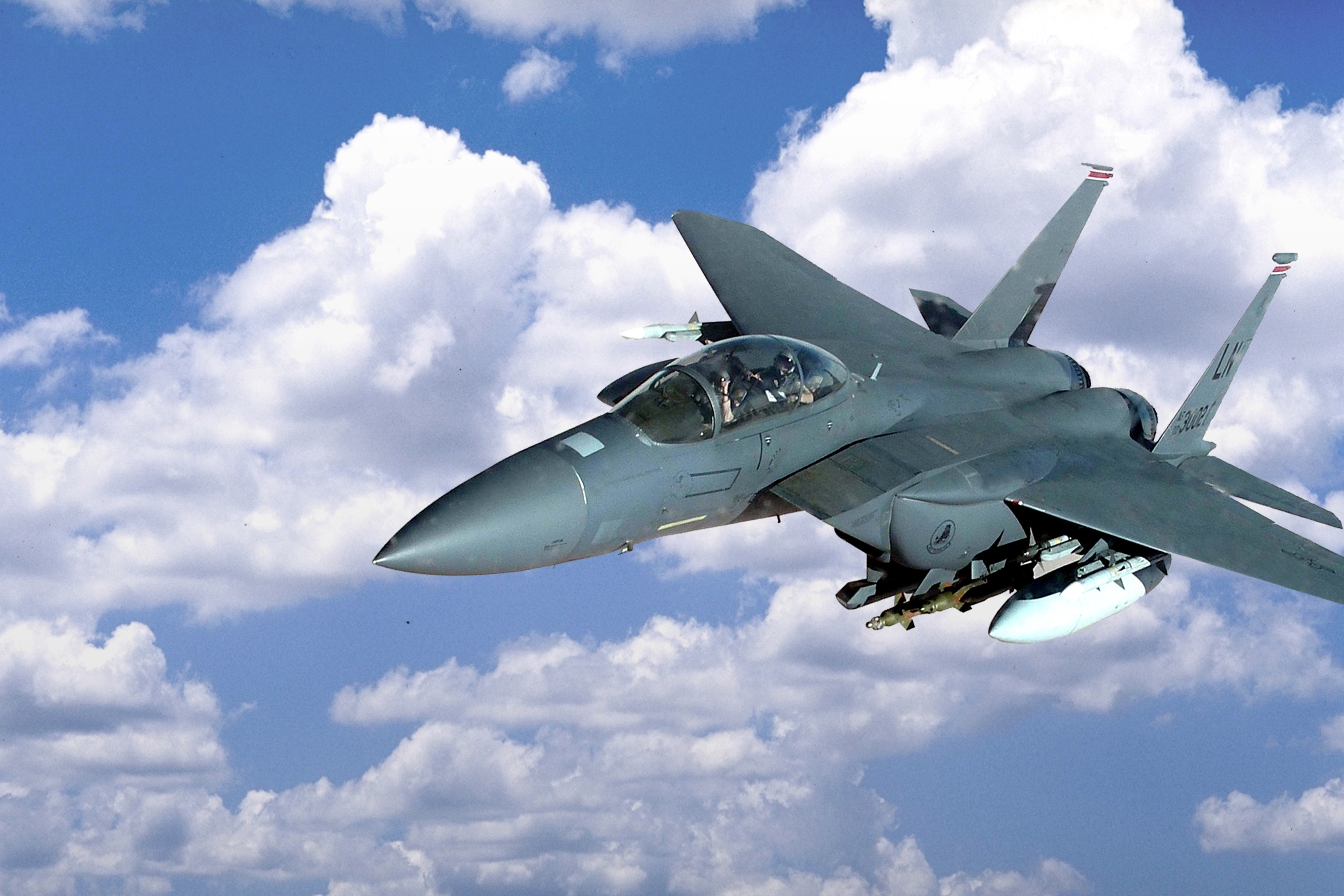
Egy F-15E Strike Eagle-re szerelt Sniper konténer (a hajtómű beömlőnyílása alatt)

A Sniper egy egyrészes, könnyített célmegjelölő konténer, mely sokkal kisebb légellenállással rendelkezik, mint a rendszer, amit kivált[forrás?]. Képfeldolgozási(en) képessége lehetővé teszi a hajózószemélyzet számára az ellenséges légvédelem hatótávolságán kívül a taktikai méretű célpontok észlelését, azonosítását és befogását, ezzel főszerepet játszik az ellenséges légvédelem megsemmisítését célzó küldetések során. A felkelők elleni(en) hadműveletek során a városi harcot a sugárhajtóművek hallhatósági távolságán kívülről is támogatni tudja. A régebbi LANTIRN(en) rendszerhez képest három-ötszörösen megnövelt észlelési távolságot biztosít[forrás?], és jelenleg az Egyesült Államok Légierő szolgálatában álló és nemzetközi F–16, F–15, B–1B, CF–18(en), Harrier, A–10, B–52 és Tornado repülőgépeken található meg.
A konténer nagy felbontású, középhullámú FLIR(en)-t, duálmódusú lézert, látható fényű HDTV-t, lézeres pontkövetőt, lézeres jelölőt, videó-adatkapcsolatot és egy digitális adatrögzítőt foglal magában. A fejlett érzékelők és a képstabilizálást magában foglaló képfeldolgozás lehetővé teszi a célok azonosítását olyan távolságokból, melyek minimálisra csökkentik az ellenséges védelmi rendszereknek való kitettséget. A duálmódusú lézer a városi harcok és a gyakorló hadműveletek során szemre biztonságos üzemet tesz lehetővé, egy célmegjelölő lézerrel együtt a lézerirányítású bombák számára.
A konténer FLIR-je lehetővé teszi a megfigyelést és a célkövetést füstön és felhőn át, és alacsony fényű vagy fény nélküli viszonyok között. A CCD kamera ugyanezt a működést biztosítja látható fényben a legtöbb nappali fényviszony között. A Sniper azonban a kritika kereszttüzébe került 2014-ben egy afganisztáni halálos légicsapás(en) utóhatásaként, melyben öt amerikai és egy afgán katona halt meg, amikor egy konténerrel felszerelt B–1B bombázó egy tűzharcban nem tudta érzékelni az amerikai csapatok sisakján található infravörös villanófényeket, ezzel az afganisztáni háború során történt, az amerikai erők legtöbb áldozattal járó baráti tűzesetét okozta.
A földi és a légi erőkkel történő célpontkoordináció céljából a gyors célészlelést és -azonosítást egy lézeres pontkövető, egy lézeres jelölő és a földi irányítók felé egy HDTV minőségű videókapcsolat támogatja. A Sniper nagy felbontású képanyagot tud szolgáltatni a nem hagyományos kém-, megfigyelő és felderítő(en) (NTISR) küldetések során anélkül, hogy egy kisméretű vadászgépen elfoglalná a központi felfüggesztési pontot, és tovább folytathatja a megfigyelést még a repülőgép manőverezése közben is. Ennek eredménye, hogy nincs szükség egy második, dedikált vadászgépre, hogy biztosított legyen a dedikált ISR repülőgép biztonsága, amit sok kisebb ország nem engedhet meg magának.
A karbantartás megkönnyítése érdekében a Sniper optikájának kialakítása, felosztása és diagnosztikai képességei kétszintű karbantartást tesznek lehetővé, kiiktatva ezzel a költséges, köztes szintű támogatást. Az automata beépített tesztek a karbantartó személyzet számára lehetővé teszik egy gépben cserélhető egység(en) 20 percen belüli azonosítását és cseréjét, visszaállítva ezzel a teljes hadműveleti képességet.